# Chuck Garric
Chuck Garric (16 maggio 1967) è un bassista statunitense, attuale membro della band di Alice Cooper.
Ha suonato tra gli altri anche con Ted Nugent, Cheap Trick, Dio, L.A. Guns, ESP.

## Discografia parziale

### Con Alice Cooper

#### Album studio
- 2003 - The Eyes of Alice Cooper
- 2005 - Dirty Diamonds
- 2008 - Along Came a Spider

#### Live album
- 2006 - Live at Montreux, 2005

### Con gli ESP
- 2006 Live in Japan

### Altri album
- 2003 - Rikki Rockett - Glitter 4 Your Soul
- 2005 - George Lynch - The Lost Anthology
- 2008 - George Lynch - Scorpion Tales

### Tribute album
- 2000 - Covered Like a Hurricane: A Tribute to the Scorpions